# Irene Sharaff
Irene Sharaff (Boston, Massachusetts, 23 de gener de 1910 - Nova York, 1993) fou una dissenyadora de roba estatunidenca de pel·lícules i obres de teatre, i guanyadora de cinc premis Oscar.
Va estudiar a la "New York School of Fine and Applied Arts", l'"Art Students League" de Nova York i l'"Académie de la Grande Chaumière" de París (França). En la seva joventut inicià la seva carrera com a il·lustradora en revistes de moda, però ràpidament transformà la seva orientació vers al disseny de roba i interiorisme. El 1931 feu el debut a Broadway participant en una producció de Alícia en terra de meravelles interpretada per Eva Le Gallienne. El 1951 la producció musical The King and I li feu aconseguir un premi Tony, creant noves tendències amb l'ús de sedes de Tailàndia.
Va morir el 10 d'agost de 1993, a l'edat de 83 anys, a la ciutat de Nova York a conseqüència d'una insuficiència cardíaca.

## Filmografia

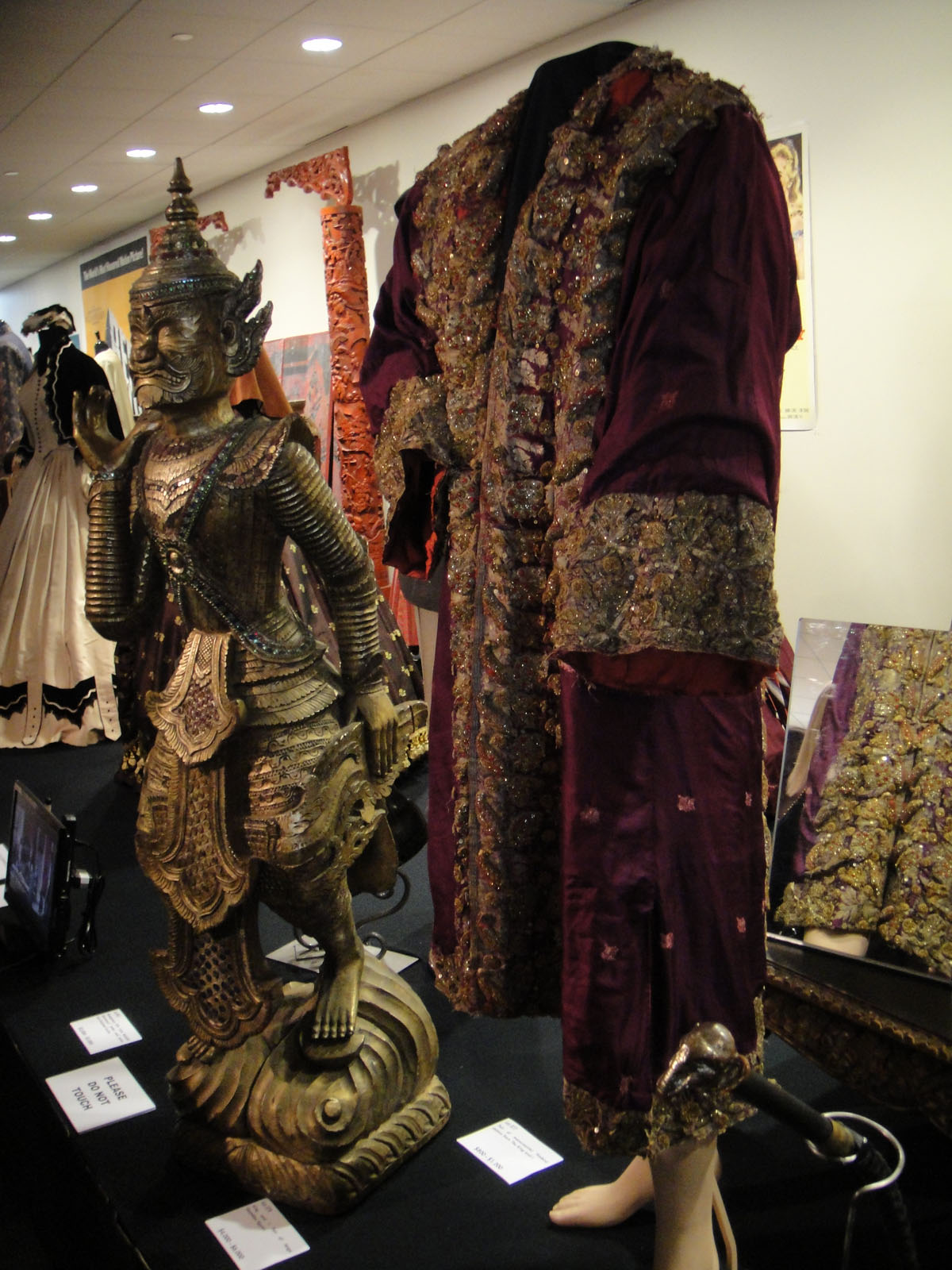
Roba dissenyada per a Yul Brynner a The King and I (1956), pel qual guanyà un Premi Oscar.

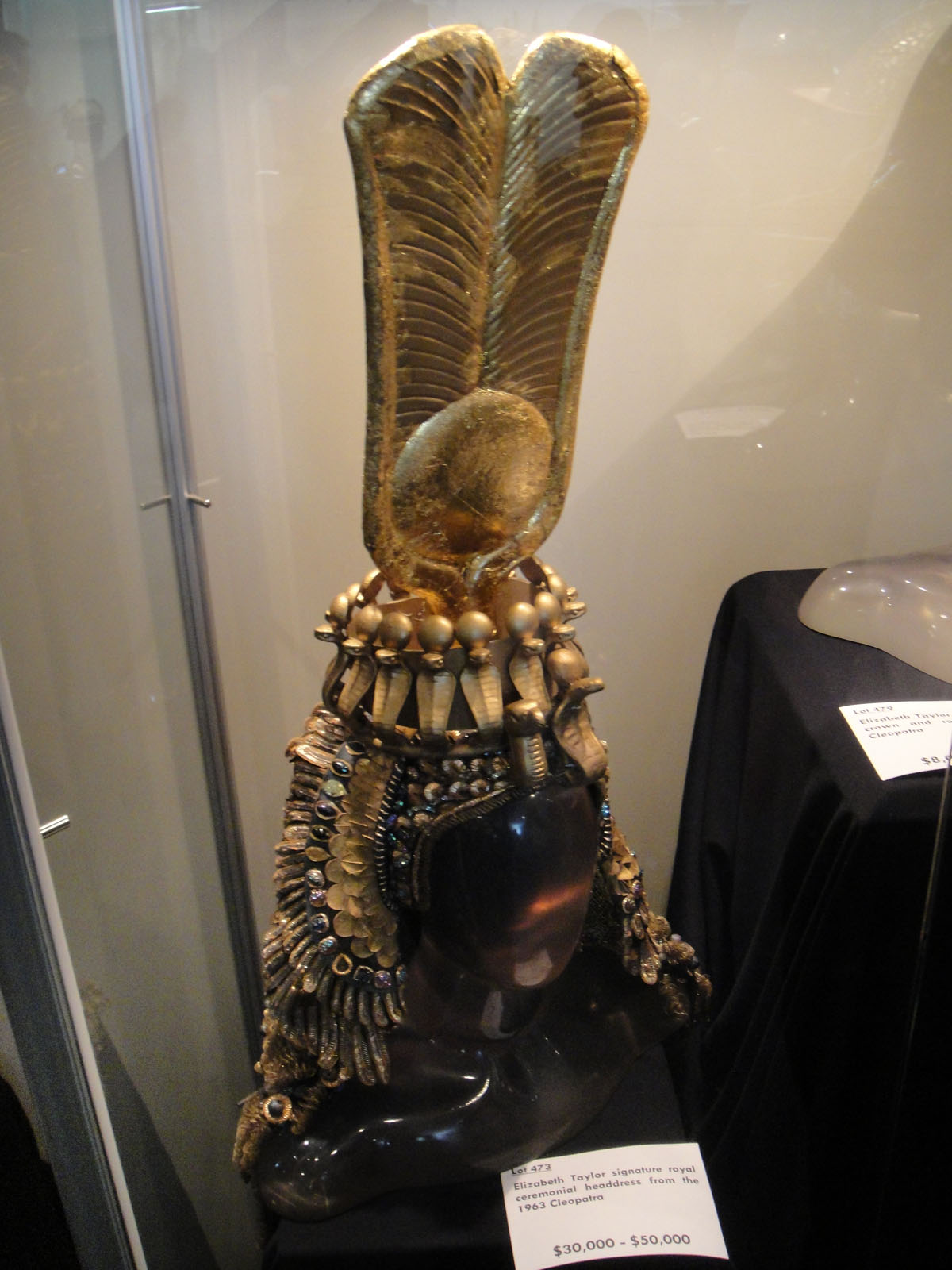
Disseny realitzar per a Elizabeth Taylor a Cleopatra (1963), pel qual guanyà un altre premi Oscar.

- 1981 Mama estimada (Mommie Dearest)
- 1977 The Other Side of Midnight
- 1970 The Great White Hope
- 1969 Hello, Dolly!
- 1969 Justine
- 1968 Funny Girl
- 1967 L'amansiment de la fúria (The Taming of the Shrew)
- 1966 Qui té por de Virginia Woolf? (Who's Afraid of Virginia Woolf?)
- 1965 Castells a la sorra (The Sandpiper)
- 1963 Cleopatra
- 1961 Promeses sense promès (Flower Drum Song)
- 1961 West Side Story
- 1960 Can-Can
- 1959 Porgy and Bess
- 1956 The King and I
- 1955 Ells i elles (Guys and Dolls)
- 1954 A Star is Born (Dissenyadora de producció)
- 1954 Brigadoon
- 1953 Call Me Madam
- 1951 The Guy Who Came Back
- 1951 Un americà a París (An American in Paris)
- 1950 Shadow on the Wall
- 1950 Key to the City
- 1949 In the Good Old Summertime
- 1948 Totes les noies s'haurien de casar (Every Girl Should Be Married)
- 1948 Neix una cançó (A Song Is Born)
- 1947 The Unfinished Dance
- 1947 The Romance of Rosy Ridge
- 1947 Fiesta
- 1947 The Hucksters
- 1947 La vida secreta de Walter Mitty (The Secret Life of Walter Mitty)
- 1947 Song of the Thin Man
- 1947 The High Barbaree
- 1947 The Arnelo Affair
- 1947 The Beginning or the End
- 1947 If Winter Comes
- 1947 Living in a Big Way
- 1947 The Bishop's Wife
- 1946 Two Sisters from Boston
- 1946 The Secret Heart
- 1946 El coratge de Lassie (Courage of Lassie)
- 1946 The Dark Mirror
- 1946 Love Laughs at Andy Hardy
- 1946 Ziegfeld Follies (Dissenyadora de producció)
- 1946 Easy to Wed
- 1946 The Green Years
- 1946 The Hoodlum Saint
- 1946 Els millors anys de la nostra vida (The Best Years of Our Lives)
- 1945 Twice Blessed
- 1945 The Valley of Decision
- 1945 The Picture of Dorian Gray
- 1945 Adventure
- 1945 The Hidden Eye
- 1945 Her Highness and the Bellboy
- 1944 Meet Me in St. Louis
- 1944 Gaslight
- 1944 The Thin Man Goes Home
- 1944 Andy Hardy's Blonde Trouble
- 1944 Gentle Annie
- 1944 Broadway Rhythm
- 1943 Swing Shift Maisie
- 1943 A Stranger in Town
- 1943 I Dood It
- 1943 Madame Curie
- 1943 The Human Comedy
- 1941 The Devil and Miss Jones
- 1941 Matrimoni original (Mr. & Mrs. Smith)
- 1941 You'll Never Get Rich
- 1939 Eternament teva (Eternally Yours)
- 1938 Intrigues femenines (Vivacious Lady)

## Premis Oscar
| 1952 | Millor vestuari color           | Un americà a París (juntament amb Orry-Kelly i Walter Plunkett)                   | Guanyador |
| 1954 | Millor vestuari color           | Call Me Madam                                                                     | Nominat   |
| 1955 | Millor vestuari color           | Brigadoon                                                                         | Nominat   |
| 1955 | Millor vestuari color           | A Star is Born (juntament amb Jean Louis i Mary Ann Nyberg)                       | Nominat   |
| 1955 | Millor direcció artística color | A Star is Born (juntament amb Malcolm C. Bert, Gene Allen i George James Hopkins) | Nominat   |
| 1956 | Millor vestuari color           | Ells i elles                                                                      | Nominat   |
| 1957 | Millor vestuari color           | The King and I                                                                    | Guanyador |
| 1960 | Millor vestuari color           | Porgy and Bess                                                                    | Nominat   |
| 1961 | Millor vestuari color           | Can-Can                                                                           | Nominat   |
| 1962 | Millor vestuari color           | Promeses sense promès                                                             | Nominat   |
| 1962 | Millor vestuari color           | West Side Story                                                                   | Guanyador |
| 1964 | Millor vestuari color           | Cleopatra (juntament amb Renié i Vittorio Nino Novarese)                          | Guanyador |
| 1967 | Millor vestuari blanc i negre   | Qui té por de Virginia Woolf?                                                     | Guanyador |
| 1968 | Millor vestuari                 | L'amansiment de la fúria (juntament amb Danilo Donati)                            | Nominat   |
| 1970 | Millor vestuari                 | Hello, Dolly!                                                                     | Nominat   |
| 1978 | Millor vestuari                 | The Other Side of Midnight                                                        | Nominat   |

## Premi BAFTA
| 1970 | Millor vestuari | Funny Girl | Nominat |

## Premi Tony
| 1952 | Millor vestuari | The King and I                                                | Guanyador |
| 1957 | Millor vestuari | Shangri-La, Candide, Happy Hunting i Small War on Murray Hill | Nominat   |
| 1958 | Millor vestuari | West Side Story                                               | Nominat   |
| 1959 | Millor vestuari | Flower Drum Song                                              | Nominat   |
| 1964 | Millor vestuari | The Girl Who Came to Supper                                   | Nominat   |
| 1968 | Millor vestuari | Hallelujah, Baby!                                             | Nominat   |